# Carl von Lützow

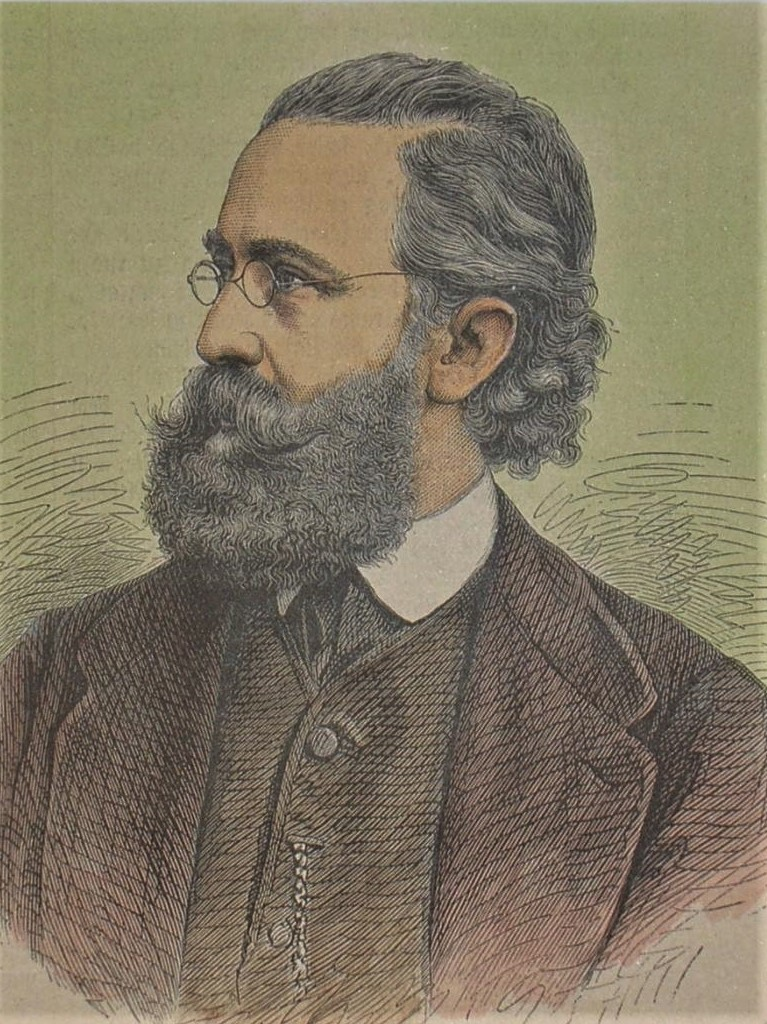
Carl von Lützow. (Holzstich, 1879)

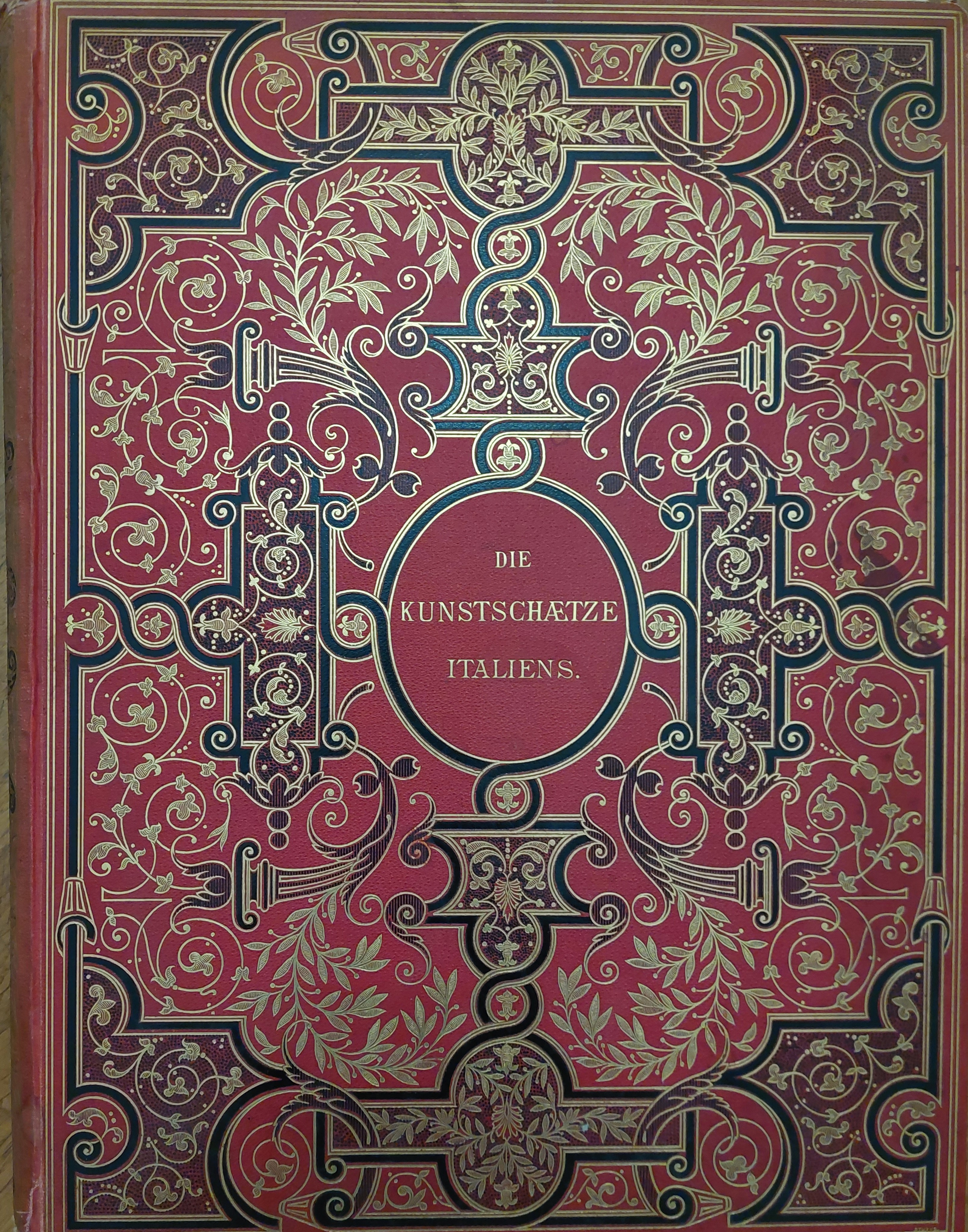
Die Kunstschätze Italiens (1884)

Carl Friedrich Arnold von Lützow, auch C/Karl Ludwig Arnold von Lützow (* 23. Dezember 1832 in Göttingen; † 22. April 1897 in Wien) war ein deutscher Kunsthistoriker und Hochschullehrer.

## Leben und Wirken
Carl von Lützow, Sohn des mecklenburg-schwerinschen Kammerherrn und späteren Schlosshauptmannes und Oberschenks Carl von Lützow (1794–1868) in Schwerin und dessen Frau Bertha, geb. Loder (24. September 1796 in Jena; † 1842), einer Tochter von Justus Christian Loder, wuchs in Schwerin auf und besuchte dort das Gymnasium. Er gehörte damit zum mecklenburgischen Zweig Goldenbow und Groß-Salitz seiner Familie und nicht zu deren böhmisch-österreichischen Teil seines Geschlechts, obwohl er einen Großteil seines Lebens in Wien verbrachte. Zum Wintersemester 1851/52 immatrikulierte er sich in Göttingen und begann klassische Philologie sowie Archäologie zu studieren. Er trat 1851 in die Burschenschaft Hannovera ein. Zum Sommersemester 1854 wechselte er an die Universität München. Dort machte er die Bekanntschaft von Friedrich Bodenstedt und anderen Dichtern, von denen einige zur Tafelrunde des bayerischen Königs Maximilian II. eingeladen wurden. Er gehörte zusammen mit seinem Freund Karl Lemcke zu den Mitbegründern des Münchener Dichterkreises „Die Krokodile“ und erhielt den Spitznamen „Biber“. Dieser Künstlerbund stand unter Einfluss von Emanuel Geibel.
Nach der Promotion (De vasis fictilibus more archaico pictis) zum Dr. phil. 1856 ging er nach Berlin, um die dortigen archäologischen Sammlungen zu studieren. Hier lernte er Wilhelm Lübke kennen und begleitete diesen auf einer Studienreise nach Italien. Weitere Reisen führten ihn nach Frankreich und England mit der Folge, dass sein Interesse sich stärker der Kunstgeschichte zuwandte. 1858 habilitierte er sich in München mit einer Arbeit über die Geschichte des Ornaments an den bemalten griechischen Tongefäßen und wurde daraufhin Privatdozent. 1861 heiratete er Sieglinde Schmitz von Aurbach (1832–1922), die später unter dem Namen Linda von Lützow Übersetzungen von Werken Gabriele d’Annunzios veröffentlichte.
1863 ging Karl von Lützow nach Wien und war dort zunächst Privatdozent an der Universität. Im Jahr darauf wurde er Dozent für Kunstgeschichte an der Akademie der bildenden Künste. Darüber hinaus wurde ihm die Leitung der Bibliothek und der Kupferstichsammlung übertragen; danach wurde er in den Vorstand der Akademie berufen. 1867 wurde er zum außerordentlichen und 1882 zum ordentlichen Professor der Kunstgeschichte an der Technischen Hochschule Wien ernannt.
Seine freundschaftliche Verbundenheit zu dem Verleger Ernst Arthur Seemann in Leipzig führte dazu, dass er sich bereit erklärte, von 1863 bis zu seinem Tode die Herausgabe des damals einzigen bedeutenden deutschsprachigen Kunstjournals Zeitschrift für bildende Kunst mit dem Beiblatt Kunstchronik zu übernehmen. Weitere Werke von ihm sind im Verlag E. A. Seemann erschienen. Karl von Lützow, der etliche kunsthistorische Abhandlungen verfasst hat, referierte und publizierte auch gern über Gegenwartsereignisse sowie über aktuelle Entwicklungen in der Architektur. Von besonderem Interesse ist noch heute seine Beurteilung über das Reichstagsgebäude in Berlin. Er hielt die Kuppel für geschmacklos, die Türme für zu schwerfällig, rügte die mangelnde architektonische Gliederung und Durchbildung und kritisierte die Figurenplastiken. Der Vorwurf, es handele sich um eine „verunglückte Schöpfung“, stammt nicht von ihm, erhielt jedoch durch seine Kritik neuen Auftrieb.
Da der bekannte Kunsthistoriker in der österreichischen Hauptstadt heimisch geworden war, ehrte ihn die Stadt Wien, indem er auf dem Zentralfriedhof das Ehrengrab Nr. 9 im Bereich der Gruppe 14 A erhielt.

## Werke (Auswahl)

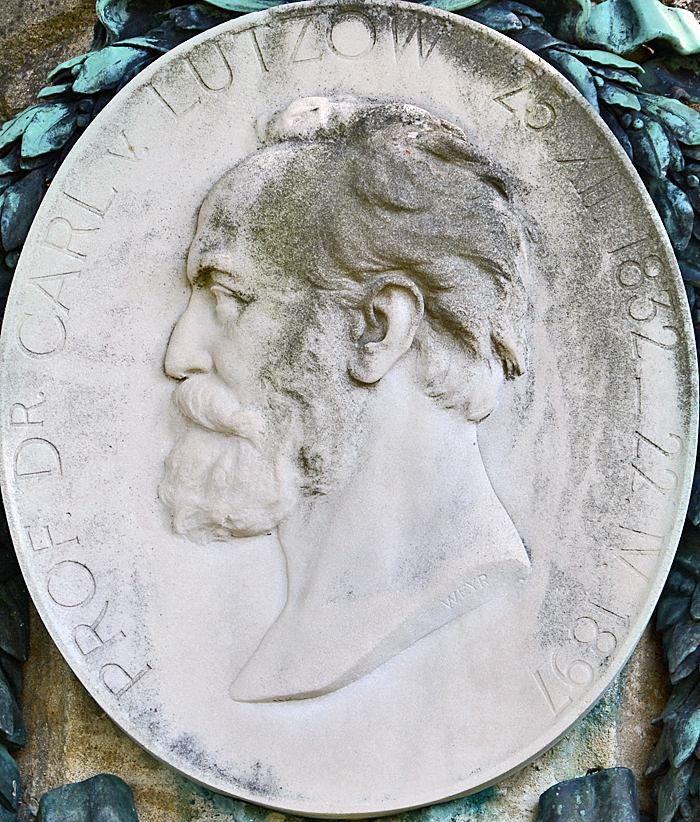
Relief am Grab von Carl von Lützow auf dem Wiener Zentralfriedhof

- [Mit Wilhelm Lübke:] Denkmäler der Kunst. Zur Übersicht der bildenden Kunst von den frühesten Werken bis auf die neueste Zeit. 2. Aufl. Ebner & Seubert, Stuttgart 1856–1858.
- Münchener Antiken. Carl Merhoff, München 1869
- Die Meisterwerke der Kirchenbaukunst. Eine Darstellung der Geschichte des christlichen Kirchenbaues durch die hauptsächlichen Denkmäler. E. A. Seemann, Leipzig 1871.
- Kunst und Kunstgewerbe auf der Wiener Weltausstellung 1873. E. A. Seemann, Leipzig 1875 (Digitalisat)
- [Mit Ludwig Tischler]: Wiener Neubauten. 3 Bände. Lehmann und Wentzel, Wien 1876–1891.
- [Mit Carl Gerold:] Geschichte der kaiserlich-königlichen Akademie der Bildenden Künste. Festschrift zur Eröffnung des neuen Akademiegebäudes. Carl Gerold’s Sohn, Wien 1877.
- Die Kunstschätze Italiens in geographisch-historischer Übersicht. Engelhorn, Stuttgart 1884.
- Katalog der Gemälde-Galerie der k. k. Akademie der Bildenden Künste. Im Auftrag und auf Kosten des Hohen k.k. Ministerium für Cultus und Unterricht. Selbstverlag, Wien 1889.
- Geschichte des Deutschen Kupferstiches und Holzschnittes. Grot’sche Verlagsbuchhandlung, Berlin 1891.

Herausgeberschaft:
- Zeitschrift für Bildende Kunst mit Beiblatt Kunstchronik. E. A. Seemann, Leipzig 1865–1897.